# Мэконнын Уольдэ-Микаэль
Мэконнын Уольдэ-Микаэль, Рас Мэконнын (амх. ራስ መኮንን; 8 мая 1852, Деферо Мирьям близ Анкобэра — 21 марта 1906, Кулуби) — эфиопский государственный и военный деятель, генерал, губернатор ряда провинций Эфиопии, отец императора Эфиопии Хайле Селассие I.

## Биография
Рас Мэконнын происходил из старинного аристократического рода. Сын военачальника Уольде Микаэля Гудессы, внук негуса провинции Шоа Сале Селассие по материнской линии, Мэконнын принадлежал к правившей Эфиопией Соломоновой династии и был двоюродным братом императора Менелика II.
В возрасте 14 лет Мэконнын был отправлен отцом ко двору негуса Шоа Менелика. После вхождения Шоа в Эфиопскую империю, Мэконнын в 1887 году стал губернатором этой провинции в годы правления его другого двоюродного брата, императора Йоханныса IV. Во время восстания раса Мэнгэша Йоханныса Мэконнын был назначен временным губернатором провинции Тиграи. Во время Первой итало-эфиопской войны был генералом эфиопской армии и сыграл большую роль в разгроме итальянских войск в битве при Адуа (1896).
Выполнял различные дипломатические поручения, фактически исполняя обязанности министра иностранных дел. В 1902 году рас Мэконнын совершил поездку в Великобританию, где представлял Эфиопию при коронации Эдуарда VII. В пути Мэконнын также нанёс визиты в Италию, Францию, Германию и Турцию. В 1906 году назначен губернатором (шум) Харари.
В 1873 году Мэконнын женился на уойзэро Йешимебет Али, девушке из аристократического придворного рода, происходившего из народов оромо и гураге. Жена умерла в 1894 году через два года после рождения сына Тэфэри Мэконнына, впоследствии императора Хайле Селассие. В 1901 году Рас Мэконнын посватался к уойзэро Ментаваб Уоле, племяннице императрицы Таиту Бетул, но в 1902 году помолвка была расторгнута.
В 1890-е годы рас Мэконнын познакомился и подружился с жившим тогда в Эфиопии французским поэтом Артюром Рембо.
В 1906 году рас Мэконнын умер от тифа во время путешествия из Харэра в столицу страны Аддис-Абебу, в городке Кулуби, куда его, уже больного, доставили офицеры свиты.

Рас Мэконнын на почтовой марке Эфиопии

Рас Мэконнын был удостоен ряда иностранных орденов. Так, он был рыцарем-командором (англ. KCMG) британского Ордена Святого Михаила и Святого Георгия, награждён орденом Святой Анны (Российская империя), орденом Почётного легиона (Франция), орденом Короны (Италия) и турецким орденом Османие.